# Cracovia (hockey sur glace)
Pour les articles homonymes, voir KS Cracovia.
La section hockey sur glace du KS Cracovia, fondée en 1923 et basée à Cracovie dans la voïvodie de Petite-Pologne en Pologne, évolue dans le championnat de Pologne de hockey sur glace.

## Historique
Le club est fondé en 1906. La section hockey est créée en 1923.

## Palmarès
Compétitions nationales
- Polska Hokej Liga[1]  (12)
  - Champion en 1937, 1946, 1947, 1948, 1949, 2006, 2008, 2009, 2011, 2013, 2016, 2017
- Ligue 1 polonaise (4)
  - Champion en 1965, 1967, 1977, 2004
- Coupe de Pologne (3)
  - Vainqueur en 2013, 2015, 2021
- Supercoupe de Pologne (3)
  - Vainqueur en 2014, 2016, 2017

Compétitions européennes
- Coupe continentale (1)
  - Vainqueur en 2022